# Ilok
Ilok é a cidade e município mais oriental da Croácia. Localizado na região de Sírmia, fica em uma colina com vista para o rio Danúbio, que faz fronteira com a região sérvia de Vojvodina. Era chamada de Cúcio (Cuccium) pelos romanos.
A população da cidade é 5897 enquanto a população total do município é de 8.351 segundo o censo de 2001. 
A cidade abriga um mosteiro franciscano e o Castelo de Ilok.